# Chevallier (månekrater)
Chevallier er et nedslagskrater på Månen. Det befinder sig i den nordøstlige del af Månens forside og er opkaldt efter den britiske astronom Temple Chevallier (1794 – 1873).
Navnet blev officielt tildelt af den Internationale Astronomiske Union (IAU) i 1935. 

## Omgivelser
Chevallierkrateret ligger omkring en kraterdiameter øst-sydøst for det fremtrædende Atlaskrater. Mod syd-sydøst ligger det oversvømmede Shuckburghkrater. "Atlas A", der ligger lige vest for Chevallier, er et skålformet krater med skarp rand. 

## Karakteristika
Formationen er ikke meget mere end en opløst kraterrand, som stikker lidt op fra en lavaoversvømmet overflade. Alt, hvad der er tilbage af dette krater, er nogle få buede og lave højderygge i overfladen. Den mest fremtrædende sektion af randen ligger mod nordøst, hvor den er sluttet sammen med et lille dobbeltkrater, som også er oversvømmet. Oversvømmelsen har givet kraterbunden ny overflade, som slutter sig til det omgivende, oversvømmede terræn. I den østlige del af bunden ligger "Chevallier B", som er et lille krater, der ligeledes er oversvømmet af lava.

## Satellitkratere
De kratere, som kaldes satellitter, er små kratere beliggende i eller nær hovedkrateret. Deres dannelse er sædvanligvis sket uafhængigt af dette, men de får samme navn som hovedkrateret med tilføjelse af et stort bogstav. På kort over Månen er det en konvention at identificere dem ved at placere dette bogstav på den side af satellitkraterets midte, som ligger nærmest hovedkrateret. Chevallierkrateret har følgende satellitkratere:
| Chevallier | Længde  | Bredde  | Diameter |
| ---------- | ------- | ------- | -------- |
| B          | 45,2° N | 51,9° Ø | 13 km    |
| F          | 46,1° N | 56,5° Ø | 9 km     |
| K          | 43,5° N | 50,9° Ø | 6 km     |
| M          | 46,0° N | 51,2° Ø | 16 km    |

## Måneatlas
- Billeder af Chevallierkrateret i LPI-måneatlasset